# Unidos do Valéria
O Grêmio Recreativo Escola de Samba Unidos do Valéria é uma escola de samba de São Gonçalo.

## História
Nos anos 90, embalada pela rápida ascensão da conterrânea Porto da Pedra, resolveu também participar dos desfiles da cidade do Rio de Janeiro. Suas cores são o verde e o branco, e seu nome deriva do fato de ter sido criada por moradores do Condomínio Valéria.
Em 2002, a Associação das Escolas de Samba da Cidade do Rio de Janeiro proibiu a escola de desfilar, por não ter comparecido ao desfile do Grupo de acesso E de 2001. Assim, a escola participava do Carnaval gonçalense. atualmente encontra-se inativa.

## Enredos
| Ano                   | Colocação             | Grupo                 | Enredo                                               | Carnavalesco              | intérprete            | Ref.  |
| --------------------- | --------------------- | --------------------- | ---------------------------------------------------- | ------------------------- | --------------------- | ----- |
| 1998                  | Campeã                | Avaliação             | No Reino da alegria                                  | Paulo Chaffin e Beto Reis |                       | [ 1 ] |
| 1999                  | 5º lugar              | D                     | Paraíso verde é um sonho, a realidade depende de nós | Paulo Chaffin e Beto Reis |                       | [ 1 ] |
| 2000                  | 10º lugar             | D                     | Valéria canta e samba o sucesso de Bonsucesso        | Mauro Quintaes            |                       | [ 1 ] |
| Em 2001 não desfilou. | Em 2001 não desfilou. | Em 2001 não desfilou. | Em 2001 não desfilou.                                | Em 2001 não desfilou.     | Em 2001 não desfilou. | [ 1 ] |